# トレッツァーノ・スル・ナヴィーリオ
トレッツァーノ・スル・ナヴィーリオ（伊: Trezzano sul Naviglio）は、イタリア共和国ロンバルディア州ミラノ県にある、人口約21,000人の基礎自治体（コムーネ）。

## 地理

### 位置・広がり

#### 隣接コムーネ
隣接するコムーネは以下の通り。
- ブッチナスコ
- チェザーノ・ボスコーネ
- コルシコ
- クザーゴ
- ガッジャーノ
- ミラノ
- ジービド・サン・ジャコモ

### 地震分類
イタリアの地震リスク階級 (it) では、4 に分類される
。

## 姉妹都市
- ブイェ、クロアチア
- Eching、ドイツ